# تپه بادخوره ۲
تپه بادخوره ۲ مربوط به دوره اشکانیان - سده‌های میانه دوران‌های تاریخی پس از اسلام است و در شهرستان اسدآباد، بخش مرکزی، روستای باد خوره واقع شده و این اثر در تاریخ ۱۰ بهمن ۱۳۸۳ با شمارهٔ ثبت ۱۱۳۶۰ به‌عنوان یکی از آثار ملی ایران به ثبت رسیده است.